# 苕溪站
苕溪站是杭州地铁在建中的19号线起点站、与仓前车辆基地的接轨站，位于余杭区仓前街道现状龙大线与鲁凌线交叉口，车站呈南北向布置。
本站未来规划与地铁12号线、杭安线换乘。

## 车站结构
本站为地下两层岛式车站，其中地下一层为站厅层，地下二层为站台层，站台宽度为12.6m。车站主体长513m，宽21.7~36.6m,车站覆土3.5m。车站标准段为双柱三跨箱形框架结构，局部为三柱四跨箱形框架结构。底板埋深约17.5m。主体围护采用地下连续墙，车站侧墙采用复合墙形式，车站附属均采用明挖法施工。本站小里程端预留有正线延伸条件。
本站总建筑面积32661平方米，主体建筑面积25270.97平方米，附属建筑面积7390.03平方米，用地规模地下26061平方米、地上7151平方米。

### 楼层分布
| 1层  | 地面               | 出入口                         |  |  |
| -1层 | 站厅               | 自动售票机、客服中心、安检通道 |  |  |
| -2层 |                    | █ 19号线 终点站 下客站台       |  |  |
|      | 岛式站台，左侧开门 |                                |  |  |
|      |                    | █ 19号线 往永盛路（火车西站）  |  |  |

## 出入口
本站共设置7个出入口，1个安全疏散口及3组风亭。

## 相关车站
- 火车西站站